# Muzeum Historii Kolei w Częstochowie

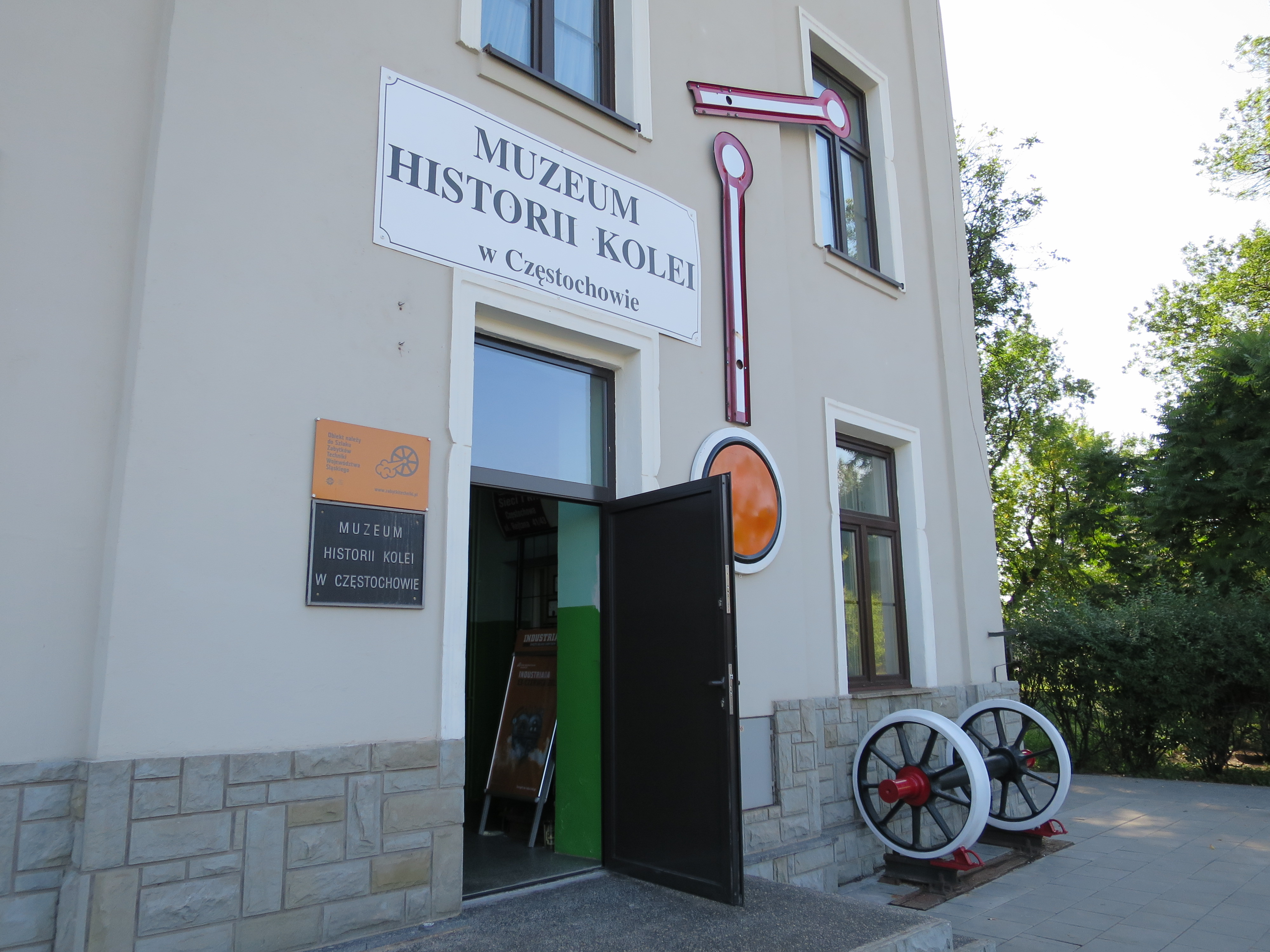
Wejście do muzeum

Muzeum Historii Kolei w Częstochowie – muzeum,  w którym zgromadzono  pamiątki, sprzęt i elementy wyposażenia kolejowego.
Muzeum znajduje się w Częstochowie, na 1. piętrze budynku dworca Częstochowa Stradom. Placówka została założona w 2001 roku. Znajdują się
tam  m.in. lampy, szyny, mundury, dokumenty, mapy, fotografie i wiele elementów wyposażenia kolejowego.

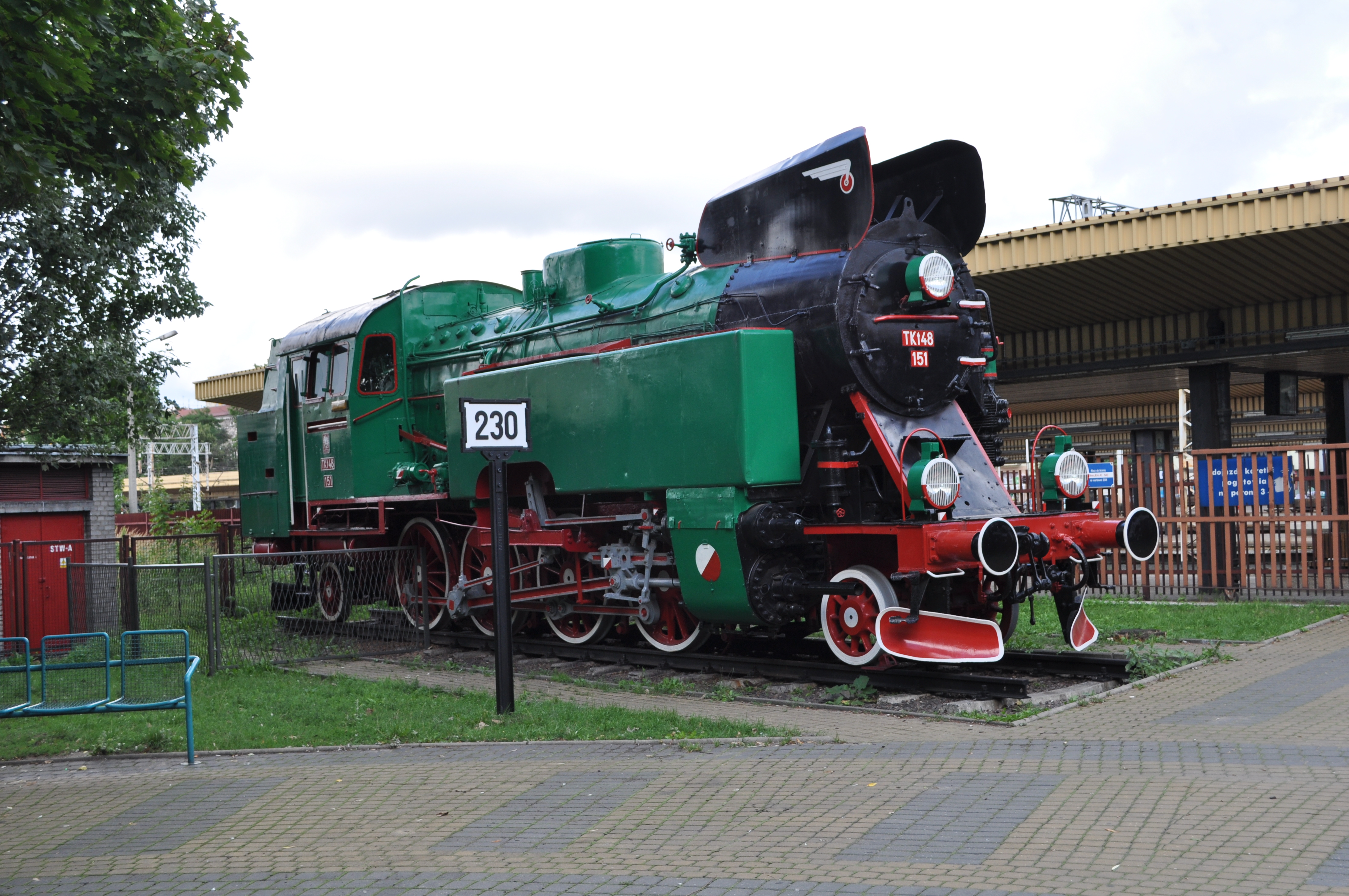
Parowóz TKt48-151 na stacji Częstochowa

Pod opieką muzeum znajdują się również dwa zabytkowe parowozy – TKt48-151 (stojący na dworcu Częstochowa) oraz Ol49-20 (stojący w okolicach lokomotywowni).
Od 19 października 2006 Muzeum Historii Kolei znajduje się na trasie  Szlaku Zabytków Techniki Województwa Śląskiego.